# Sản xuất cà phê ở Thái Lan

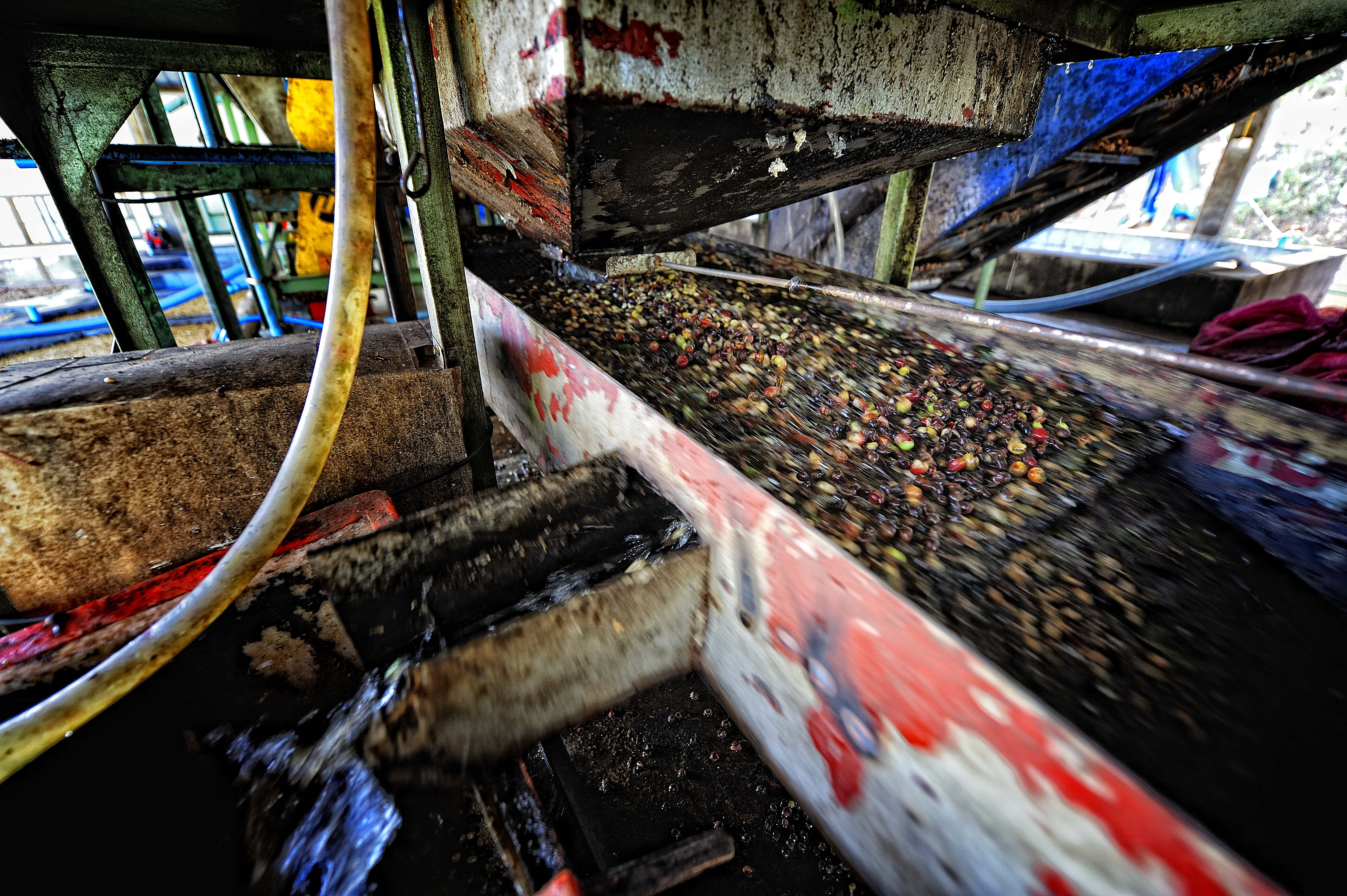
Sản xuất cà phê, Doi Chang

Thái Lan (trước đây là Xiêm La) là một trong những nước sản xuất cà phê hàng đầu thế giới tính đến năm 2014. Nước này xếp hạng thứ ba trong số các nước sản xuất cà phê của châu Á với cà phê robusta chiếm 99% sản lượng.

## Lịch sử

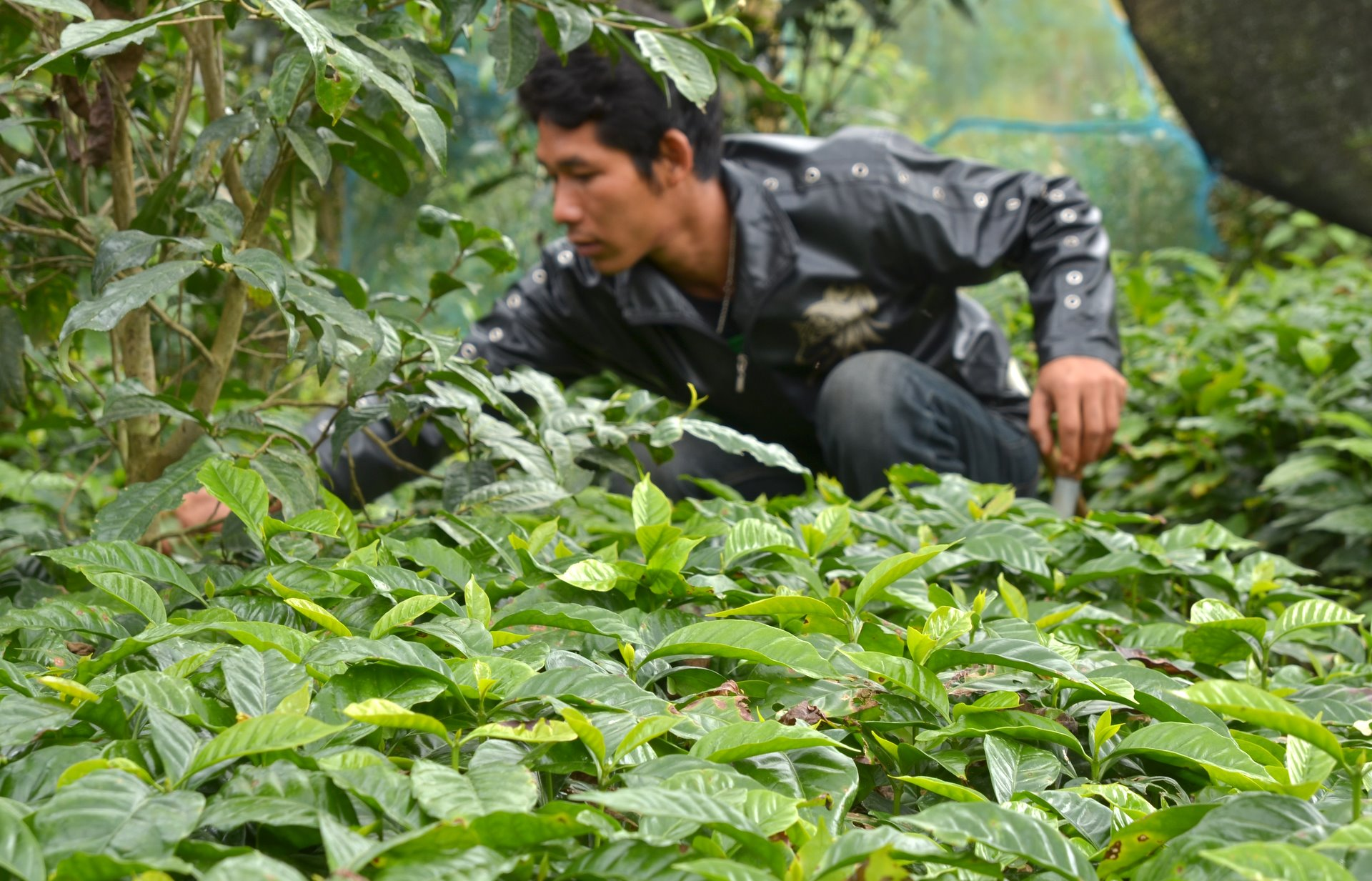
Chăm sóc cà phê

Thái Lan là một nước đi sau tương đối muộn về sản xuất cà phê. Vào những năm 1970, Quốc vương Bhumibol Adulyadej đã khởi động một loạt các dự án cà phê ở phía bắc để giúp cộng đồng địa phương trồng các loại cây hoa màu để bán như cà phê thay thế cho việc trồng cây thuốc phiện. Thái Lan trở thành nước xuất khẩu cà phê vào năm 1976.

## Sản xuất
Nhìn chung tại Thái Lan, cà phê Arabica được trồng ở miền bắc, còn cà phê robusta thì trồng ở miền nam.
Cà phê vối (Coffea canephora) được trồng chủ yếu ở các tỉnh Chumphon, Surat Thani, Nakhon Si Thammarat, Krabi, Phang Nga và Ranong, với diện tích canh tác là 67.832 ha. Sản lượng cà phê ở miền nam của đất nước là 80.000 tấn cà phê vối. Một phần tư cà phê robusta được tiêu thụ trong nước ở dạng cà phê hòa tan, rang, bột và đóng hộp.
Khoảng 500 tấn cà phê Arabica được trồng ở miền bắc Thái Lan. Vùng sản xuất cà phê biên giới phía Bắc với Miến Điện và Lào được gọi là Tam giác vàng. Cà phê arabica là một giống tốt vì năng suất của nó mang lại lợi nhuận cho tất cả các đối tượng nông dân, kể cả người dân vùng đồi núi. Cà phê hữu cơ được coi là thích hợp để canh tác ở vùng cao nguyên với phạm vi độ cao từ 800 mét (2.600 ft) đến 1.200 mét (3.900 ft). Cà phê được trồng ở cả những nơi có bóng râm và những nơi thoáng đãng với đầy đủ ánh nắng. Việc trồng xen canh cũng được thực hiện trên các vùng đồi cùng với các loại cây ăn quả.
Theo Dự án Phát triển Cộng đồng và Thay thế Cây trồng của Thái Lan/Liên Hợp Quốc, việc trồng cà phê đã được thử nghiệm như một loại cây thay thế thuốc phiện. Cà phê arabica đã được khuyến nghị là một giống tốt vì năng suất của nó mang lại lợi nhuận cho tất cả các loại nông dân, bao gồm cả các bộ lạc sống ở vùng đồi núi.
Theo thống kê của FAO vào năm 2013, sản lượng cà phê 50.000 tấn được trồng trên 51.000 ha. Năng suất là 980 kg mỗi ha, đứng thứ 18 trên bảng xếp hạng thế giới. Năm 2015, hai loại cà phê Doi Tung và Doi Chang đã được Liên minh Châu Âu chứng nhận tình trạng chỉ định xuất xứ (PDO). Tên gọi này có thể so sánh với những tên đã được trao như "Champagne ", "Parma ham ", hoặc "Bordeaux".